# Ophiorrhiza remotiflora
Ophiorrhiza remotiflora är en måreväxtart som beskrevs av Henry Nicholas Ridley. Ophiorrhiza remotiflora ingår i släktet Ophiorrhiza och familjen måreväxter. Inga underarter finns listade i Catalogue of Life.